# Scherma ai Giochi della XXVI Olimpiade - Sciabola individuale maschile
Il torneo di sciabola individuale maschile dei giochi olimpici di Atlanta 1996 si è svolto il 21 luglio 1996 presso il Georgia World Congress Center.

## Programma
| Date                     | Time        | Round                                                              |
| ------------------------ | ----------- | ------------------------------------------------------------------ |
| Domenica, 21 luglio 1996 | 09:30 17:30 | Trentaduesimi Sedicesimi Ottavi Quarti di finale Semifinali Finali |

## Risultati

### Finali
|  | Semifinali           | Semifinali           | Semifinali           |                      |                 | Finale             | Finale             | Finale             |  |
|  |                      |                      |                      |                      |                 |                    |                    |                    |  |
|  | Damien Touya         | Damien Touya         | 14                   |                      |                 |                    |                    |                    |  |
|  | Damien Touya         | Damien Touya         | 14                   |                      |                 |                    |                    |                    |  |
|  | Sergey Sharikov      | Sergey Sharikov      | 15                   |                      |                 |                    |                    |                    |  |
|  | Sergey Sharikov      | Sergey Sharikov      | 15                   |                      | Sergey Sharikov | Sergey Sharikov    | 12                 |                    |  |
|  |                      |                      |                      |                      | Sergey Sharikov | Sergey Sharikov    | 12                 |                    |  |
|  |                      |                      | Stanislav Pozdnyakov | Stanislav Pozdnyakov | 15              |                    |                    |                    |  |
|  | József Navarrete     | József Navarrete     | Stanislav Pozdnyakov | Stanislav Pozdnyakov | 15              | 7                  |                    |                    |  |
|  | József Navarrete     | József Navarrete     |                      |                      |                 | 7                  |                    |                    |  |
|  | Stanislav Pozdnyakov | Stanislav Pozdnyakov | 15                   |                      |                 | Finale terzo posto | Finale terzo posto | Finale terzo posto |  |
|  | Stanislav Pozdnyakov | Stanislav Pozdnyakov | 15                   |                      |                 |                    |                    |                    |  |
|  |                      |                      |                      |                      |                 |                    |                    |                    |  |
|  |                      |                      |                      |                      |                 | Damien Touya       | Damien Touya       | 15                 |  |
|  |                      |                      |                      |                      |                 | Damien Touya       | Damien Touya       | 15                 |  |
|  |                      |                      |                      |                      |                 | József Navarrete   | József Navarrete   | 14                 |  |